# Michael Ballhaus
Michael Ballhaus (Berlijn, 5 augustus 1935 – aldaar, 12 april 2017) was een Duitse cameraman (director of photography). Hij is vooral bekend van zijn samenwerkingen met regisseurs Rainer Werner Fassbinder en Martin Scorsese.

## Biografie
Michael Ballhaus werd in 1935 geboren in Berlijn als de zoon van Lena Hutter en Oskar Ballhaus. De familie was bevriend met de Duitse regisseur Max Ophüls. Ballhaus had in 1955 een figurantenrol in Lola Montès, Ophüls' laatste film. Zijn oom, Carl Balhaus, was een toneel- en filmacteur die in de jaren 1930 te zien was in onder meer M – Eine Stadt sucht einen Mörder en Der blaue Engel.
In de jaren 1970 werd Ballhaus bekend omwille van zijn vele samenwerkingen met de Duitse regisseur Rainer Werner Fassbinder. Zo maakte het duo samen Die bitteren Tränen der Petra von Kant (1972), Chinesisches Roulette (1976), Die Ehe der Maria Braun (1979) en Lili Marleen (1981).
Gedurende de jaren 1980 verhuisde Ballhaus naar de Verenigde Staten. In 1985 filmde hij de zwarte komedie After Hours van regisseur Martin Scorsese. Het duo werkte nadien nog meermaals samen, aan onder meer Goodfellas (1990), Gangs of New York (2002) en The Departed (2006). Verder was Ballhaus ook de director of photography van Broadcast News (1987), The Fabulous Baker Boys (1989), Bram Stoker's Dracula (1992) en Sleepers (1996). In 1990 was hij ook juryvoorzitter op het 40e Internationaal filmfestival van Berlijn.
In 1958 huwde hij met Helga Betten, die nadien in enkele films van Fassbinder te zien zou zijn. Hun zoon, Florian Ballhaus, werd net als zijn vader een director of photography. Zo filmde hij onder meer Flightplan (2005) en The Devil Wears Prada (2006). Betten overleed in 2006. Vijf jaar later huwde Ballhaus met de 25 jaar jongere Duits-Amerikaanse regisseur Sherry Hormann.
Ballhaus overleed in 2017 op 81-jarige leeftijd.

## Nominaties

### Academy Awards
- Best Cinematography – Broadcast News (1987)
- Best Cinematography – The Fabulous Baker Boys (1989)
- Best Cinematography – Gangs of New York (2002)

### BAFTA's
- Best Cinematography – Goodfellas (1990)
- Best Cinematography – The Age of Innocence (1993)
- Best Cinematography – Gangs of New York (2002)

## Filmografie
- Mehrmals täglich (1969)
- Deine Zärtlichkeiten  (1969)
- Wir zwei (1970)
- Whity (1971)
- Warnung vor einer heiligen Nutte (1971)
- Die bitteren Tränen der Petra von Kant (1972)
- Tödlicher Poker (1972)
- Das sündige Bett (1973)
- Made in Germany und USA (1974)
- Martha (1974)
- Faustrecht der Freiheit (1975)
- Mutter Küsters' Fahrt zum Himmel (1975)
- Das Amulett des Todes (1975)
- Sommergäste (1976)
- Tschetan, der Indianerjunge (1976)
- Satansbraten (1976)
- Chinesisches Roulette (1976)
- Adolf und Marlene (1977)
- Deutschland im Herbst (1978)
- Despair (1978)
- Die Ehe der Maria Braun (1979)
- Die erste Polka (1979)
- La insurrección (1980)
- Groß und Klein (1980)
- Lili Marleen (1981)
- Malou (1981)
- Heute spielen wir den Boß (1981)
- Looping (1981)
- Der Zauberberg (1982)
- Dear Mr. Wonderful (1982)
- Heller Wahn (1983)
- Baby It's You (1983)
- Ediths Tagebuch (1983)
- Reckless (1984)
- Das Autogramm (1984)
- Old Enough (1984)
- Heartbreakers (1984)
- After Hours (1985)
- Under the Cherry Moon (1986)
- The Color of Money (1986)
- The Glass Menagerie (1987)
- Broadcast News (1987)
- The House on Carroll Street (1988)
- The Last Temptation of Christ (1988)
- Dirty Rotten Scoundrels (1988)
- Working Girl (1988)
- The Fabulous Baker Boys (1989)
- Goodfellas (1990)
- Postcards from the Edge (1990)
- Guilty by Suspicion (1991)
- What About Bob? (1991)
- The Mambo Kings (1992)
- Bram Stoker's Dracula (1992)
- The Age of Innocence (1993)
- I'll Do Anything (1994)
- Quiz Show (1994)
- Outbreak (1995)
- Sleepers (1996)
- Kreuz & quer (1996)
- Air Force One (1997)
- Primary Colors (1998)
- Wild Wild West (1999)
- What Planet Are You From? (2000)
- The Legend of Bagger Vance (2000)
- Gangs of New York (2002)
- Uptown Girls (2003)
- Something's Gotta Give (2003)
- Sonntagsluft (2005)
- The Departed (2006)
- 3096 Tage (2013)